# Damodar Dharmananda Kosambi

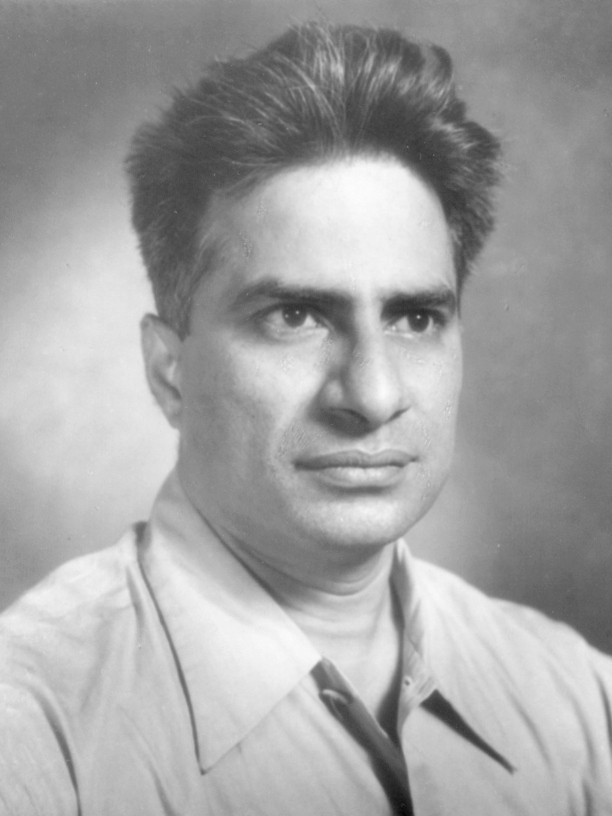
D. D. Kosambi

Damodar Dharmananda Kosambi (* 31. Juli 1907 in Kosben, Goa; † 29. Juni 1966 in Pune, Maharashtra) war ein indischer Mathematiker und Historiker.

## Leben
Er war der Sohn des Gelehrten Dharmananda Damodar Kosambi (1876–1947), Autor einer Buddha-Biographie. Er ging in Cambridge (Massachusetts) zur Schule, als sein Vater dort an der Harvard University forschte. Er begann 1924 sein Studium in Harvard, unterbrochen von einem Aufenthalt in Indien, wohin sein Vater zurückgekehrt war. Er studierte unter anderem bei George David Birkhoff Mathematik und erwarb 1929 seinen Bachelor-Abschluss. Bei seiner Rückkehr unterrichtete er Mathematik und Deutsch (daneben sprach er gut auch Französisch und Italienisch, insgesamt sprach er über ein Dutzend Sprachen) an der Banares Hindu University und war ab 1931 auf Einladung von André Weil an der Aligarh Muslim University als Lecturer für Mathematik. Sein Spezialgebiet war Differentialgeometrie. 1933 wurde er Professor für Mathematik am Fergusson College in Pune. Dort veröffentlichte er auch 1944 einen Aufsatz über Genetik, in der er eine nach ihm benannte Abbildungsfunktion einführte (Kosambi Map Function) und 1943 über die Entwicklung stochastischer Prozesse nach orthogonalen Funktionensystemen (später Karhunen-Loève Entwicklung genannt).
Sein Wechsel zur Geschichtswissenschaft wurde durch Arbeiten über Numismatik eingeleitet. Außerdem befasste er sich mit Sanskrit-Literatur und gab das Werk des Dichters Bhartrihari heraus. In den 1940er Jahren wandte er sich auch der Kommunistischen Partei Indiens zu. Er unterstützte die Unabhängigkeitsbewegung und bewunderte die kommunistische chinesische Revolution. Er besuchte China häufig in den 1950er Jahren. In den 1950er Jahren war er in der Friedensbewegung aktiv und Mitglied des World Peace Council.
1945 wurde er Professor für Mathematik am Tata Institute of Fundamental Research, das er 1962 aufgrund seiner kritischen politischen Einstellung verlassen musste. 1948/49 war er an der University of Chicago, in London und am Institute for Advanced Study.
Als Historiker brachte Kosambi soziale und ökonomische Aspekte in die Historiographie Indiens ein, wobei er vom Marxismus beeinflusst war und unter anderem das Verhältnis von Stammeszugehörigkeit und Kasten, den indischen Feudalismus und die Beziehung des Buddhismus zum Handel untersuchte. Besonders sein Buch Introduction to the study of Indian History war in den 1950er Jahren wegen seiner neuen Perspektive auf die Geschichtsschreibung einflussreich. Er wandte auch statistische Verfahren und allgemein einen multidisziplinären Ansatz in der Geschichtswissenschaft an, so wenn er aus der statistischen Verteilung von Münzgewichten auf deren Zirkulationszeit schloss, und reiste viel in Indien für archäologische und andere Feldstudien.
Er befasste sich insbesondere mit früher indischer Geschichte (Maurya-Reich). Er war mit dem Doyen der Historiker für frühe indische Geschichte A. L. Basham befreundet.
Im Jahr 2008 ehrte ihn die indische Post mit der Ausgabe einer Briefmarke.

## Schriften
- An introduction to the study of Indian history, Bombay, Popular Book Depot, 1956
- Myth and Reality: Studies in the formation of Indian Culture, Popular Prakashail, Bombay 1962
- The culture and civilization of ancient India in historical outline, Routledge and Kegan 1965
- Combined methods in Indology and other writings, Oxford University Press, Delhi 2002 (Gesammelte Aufsätze, Herausgeber B. Chattopadhyaya)
- The Oxford India Kosambi, Oxford University Press, Delhi 2009